# N25 (Ierland)
De N25 is een 188 km lange weg in het zuidoosten van Ierland die loopt van Cork via Dungarvan, Waterford en Wexford naar Rosslare Europort. Enkele delen van de weg zijn als 2×2-weg uitgebouwd, maar het grootste deel is een enkelbaansweg. De weg is onderdeel van de E-30, een deel tussen Wexford en Rosslare ook van de E-01.

## Tracé
De N25 begint in het oosten van Cork op een aansluiting met de M8, N8 en N40, en vormt vervolgens voor de eerste 15 km een ongelijkvloerse 2×2-weg, die voornamelijk bedrijventerreinen ontsluit. Vanaf Midleton volgt de N25 als enkelbaansweg de Ierse zuidkust en voert daarbij door of langs de plaatsen op de route tot aan Waterford. Rond deze stad is een bypass met ongelijkvloerse kruisingen aangelegd, waar voor de River Suir Bridge tol moet worden betaald. Hierna loopt de weg verder langs New Ross richting Wexford en daarna naar Rosslare Europort, een belangrijke veerhaven met diensten naar Groot-Brittannië en Frankrijk.
N1 · 
N2 · 
N3 · 
N4 · 
N5 · 
N6 · 
N7 · 
N8 · 
N9 · 
N10 · 
N11 · 
N12 · 
N13 · 
N14 · 
N15 · 
N16 · 
N17 · 
N18 · 
N19 · 
N20 · 
N21 · 
N22 · 
N23 · 
N24 · 
N25 · 
N26 · 
N27 · 
N28 · 
N29 · 
N30 · 
N31 · 
N32 · 
N33 · 
N50